# Highland Games

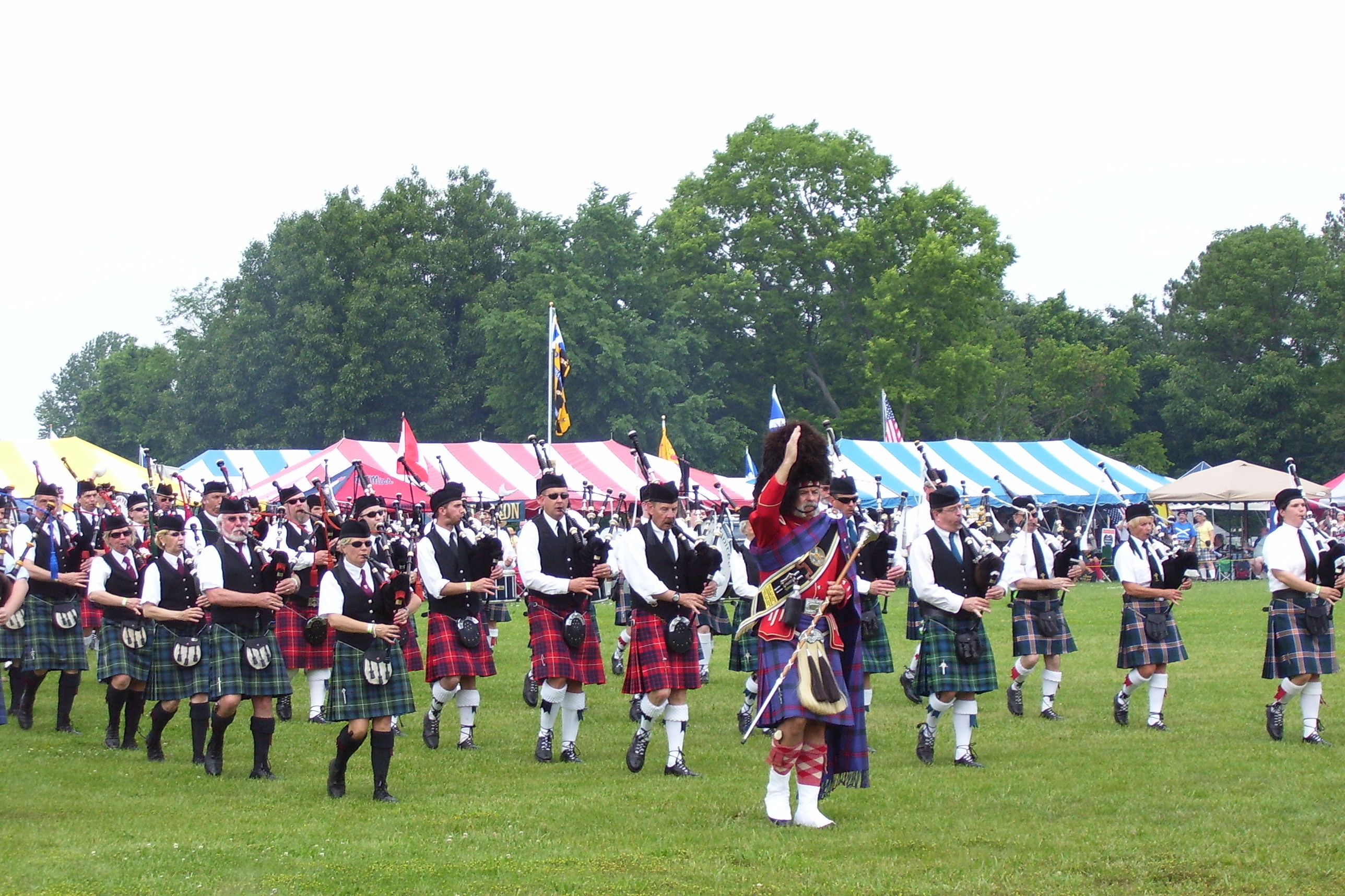
Gli Highland Games a Glasgow

Gli Highland Games ("Giochi delle Highlands") sono manifestazioni sportive che si svolgono ogni anno in Scozia (dove hanno luogo tra la fine della primavera e l'inizio dell'autunno e rappresentano uno dei principali eventi della regione) e in altri Paesi (come Canada, Germania, Stati Uniti, ecc.). Comprendono varie discipline di antica origine tipiche della cultura celtica e scozzese, in particolare dell'area delle Highlands, che traggono la loro origine dai raduni tra clan. Gli antichi Highland Games si svolsero forse a partire dal XIV secolo fino al 1746, mentre, nella loro versione moderna, i primi Highland Games ebbero luogo nel 1819.

## Descrizione
Gli Highland Games includono una decina di discipline, quali danze tradizionali, gare con la cornamusa, prove di resistenza, gare di lanci (pietra, martello, ecc.), ecc.
|  |  |

## Storia

### Gli antichi Highland Games
L'origine degli Highland Games è incerta.
Alle origini di questi giochi ci sarebbe forse la corsa effettuata da re Malcom III (1058-1093) che raggiunse la sommità di Craig Choinnich, una vetta nei pressi di Braemar.
Con molta più probabilità, questi giochi trarrebbero origine dalle battute di caccia al cervo che vedevano impegnati gli abitanti delle Highlands.
I primi giochi della Highlands della storia sono considerati i Ceres Games of Fife, che ebbero luogo a partire dal 1314.
Manifestazioni sportive da cui traggono origine gli Highland Games moderni ebbero in seguito luogo sino al 1746, anno della battaglia di Culloden. Con la sconfitta di Bonnie Prince Charles, fu infatti proibito suonare la cornamusa e vestire il kilt, così come furono vietati i raduni.

### Gli Highland Games moderni
Gli Highland Games moderni sono invece una reinvenzione vittoriana. La loro riscoperta fu possibile grazie alle Highland Societies che videro la loro nascita alla fine del XVIII secolo.

Nella loro concezione moderna, i primi Highland Games si svolsero per la prima volta nel 1819 nel Perthshire, nella tenuta messa appositamente a disposizione da Lord Gwydir. La manifestazione comprendeva gare tra suonatori di cornamusa, danzatori ed atleti e vide impegnati contendenti provenienti da ogni parte della Scozia.
Nel 1832 furono inaugurati gli Highland Games di Braemar, che, patrocinati dalla Regina Vittoria, sarebbero diventati in seguito quelli più popolari.
Nella metà del XIX secolo furono organizzati i primi Highland Games negli Stati Uniti.

## Eventi
Molti secoli fa i giochi delle Highland, nella loro forma originale, si basavano su competizioni atletiche e sportive. Queste ultime vengono considerati ancora oggi l’essenza dei festeggiamenti nonostante siano presenti molte altre attività di intrattenimento. Infatti le competizioni atletiche sono parte integrante degli eventi e in particolare il lancio del “caber” è diventato il simbolo dei giochi delle Highland.
I giochi delle Highland comprendono una vasta sta gamma di eventi ed alcuni di essi sono diventati standard, quali:
- Il lancio del “caber”: un lungo tronco viene messo in piedi e sollevato dal concorrente che lo bilancia verticalmente tenendo tra le mani l’estremità più sottile. Successivamente il concorrente corre in avanti cercando di lanciare il tronco in modo tale che si capovolga e colpisca il terreno con l'estremità superiore (più spessa). Allo stesso tempo l’estremità più piccola, che era originariamente trattenuta dall’atleta, toccherà il suolo a ore 12 misurata rispetto alla direzione della corsa. In caso di successo, si dice che l'atleta abbia girato il caber. I caber variano notevolmente in lunghezza, peso, conicità ed equilibrio, tutti fattori che influiscono sul grado di difficoltà nell'eseguire un lancio di successo. I concorrenti vengono giudicati in base a quanto i loro lanci si avvicinano al lancio ideale delle ore 12 su un orologio immaginario.
- "Stone put" o "mettere la pietra pesante": questo evento è simile al lancio del peso dei giorni nostri come si vede nei Giochi Olimpici anche se sono presenti alcune differenze nelle tecniche di tiro. Invece di una pallina d'acciaio, viene spesso utilizzata una grossa pietra di peso variabile. Esistono due versioni degli eventi di lancio della pietra, che differiscono nella tecnica usata. La "pietra di Braemar" utilizza una pietra da 20–26 libbre (9–12 kg) per gli uomini (13–18 libbre o 6–8 kg per le donne) e non consente alcuna corsa fino al fermapiede. Nella "pietra aperta" utilizzando una pietra da 16–22 libbre (7–10 kg) per gli uomini (8–12 libbre o 3,5–5,5 kg per le donne), al lanciatore è consentito utilizzare qualsiasi stile di lancio purché la pietra rimanga appoggiata al collo fino al momento del rilascio. La maggior parte degli atleti nell'evento "open stone" usa le tecniche "glide" o “spin".
- Lancio del martello scozzese: questo evento è simile al lancio del martello delle gare di atletica leggera, anche se con alcune differenze. Nell'evento scozzese, una palla di metallo rotonda del peso di 16 o 22 libbre (7,25 o 10 kg) per gli uomini, o 12 o 16 libbre (5,5 o 7,25 kg) per le donne, è attaccata all'estremità di un albero lungo circa 4 piedi (1,2 metri) realizzato in legno, bambù o plastica. Con i piedi in posizione fissa, il martello viene fatto roteare intorno alla testa e successivamente viene lanciato. I lanciatori utilizzano calzature appositamente progettate per mantenere l’equilibrio. Esse hanno delle lame piatte per scavare nel tappeto erboso e resistere alle forze centrifughe dell'attrezzo mentre viene fatto roteare intorno alla testa. Ciò aumenta sostanzialmente la distanza raggiungibile nel lancio.
- Lancio del peso: comprende due eventi separati, uno che utilizza un peso leggero (28 libbre per gli uomini e 14 libbre per le donne) e l'altro un peso pesante (56 libbre per gli uomini e 28 libbre per le donne). I pesi sono in metallo e hanno una maniglia fissata direttamente o tramite una catena. L'attrezzo viene lanciato usando una sola mano. Il tiro più lungo vince.
- Peso sopra la barra, noto anche come peso per altezza. Gli atleti tentano di lanciare un peso di 56 libbre (4 pietre) con una maniglia attaccata sopra una barra orizzontale usando solo una mano. Ogni atleta ha a disposizione tre tentativi per ogni altezza. Il passaggio del peso sopra alla barra consente all'atleta di avanzare nel round successivo, a un'altezza maggiore. La competizione è determinata dal lancio più alto effettuato con il minor numero di errori.
- Lancio del fascio: un fascio di paglia, avvolto in un sacco di juta, del peso di 20 libbre (9,1 kg) per gli uomini e di 10 libbre (4,5 kg) per le donne, viene lanciato verticalmente con un forcone sopra una barra rialzata molto simile a quella utilizzato nel salto con l'asta. La progressione e il punteggio di questo evento sono simili al “Weight Over The Bar” (peso sopra la barra).

Molti dei concorrenti degli “Highland games” sono ex atleti di atletica leggera delle scuole superiori e dei college che partecipano ai giochi scozzesi per continuare le loro carriere competitive.
Sempre più negli Stati Uniti, gli “Heavy Events” attirano donne e atleti di tutte le categorie, il che ha portato a una proliferazione di classi aggiuntive nelle competizioni Heavy Events. Le categorie differisco per il peso dell’attrezzo utilizzato. 

## Musica
Uno dei momenti salienti degli “Highland games” è il riunirsi delle bande di cornamuse nei momenti di apertura e chiusura dei giochi. Le bande suonano insieme ed il risultato è un'interpretazione di diversi brani amati dal pubblico.
Il suono cornamusa è diventata il simbolo della musica ai Giochi e nella stessa Scozia.Inoltre i giochi delle Highland offrono una vasta gamma di gare di flauti e tamburi.
La musica ai raduni dei giochi delle Highland include anche altre forme, come il violino, le arpe e le bande celtiche, solitamente accompagnate da una grande quantità di cornamuse.

## Danza
Il “Cowal Highland Gathering” ospita l'annuale “World Highland Dancing Championship”. Questo evento riunisce i migliori ballerini competitivi di tutto il mondo che competono per il titolo di Campione del Mondo.  

## Eventi secondari
Negli Highland Games, è generalmente disponibile un'ampia varietà di altre attività ed eventi. I più importanti tra questi sono le tende dei clan e i venditori di oggettistica scozzese.
Inoltre sono presenti le armerie mostreranno in cui si trovano le collezioni di spade e armature che vengono utilizzate per simulare delle battaglie. 
Sono presenti anche vari venditori di cimeli scozzesi.
Spesso vengono svolte prove e mostre di cani da pastore che mettono in mostra le abilità dell'allevatore e dell'addestratore. Inoltre, potrebbero essere presenti altri tipi di animali delle Highland, come il bestiame delle Highland.
Vengono spesso presentate varie arti celtiche tradizionali e moderne. Questi includono circoli di arpisti e balli country scozzesi. Inoltre, la maggior parte degli eventi di solito prevede un pre-evento (un tipo di evento sociale con musica tradizionale, balli, canti e altre forme di intrattenimento).
Inoltre sono presenti banchetti di vivande che presentano piatti tipici scozzesi.